# Tsetsaut
Tsetsaut.- /Naziv Niska Indijanaca u značenju people of the interior  'oni iz unutrašnjosti'; sami sebe nazivali su Wetaɬ./ nekad snažno pleme Athapaskan Indijanaca, uništeno oko 1830. godine od Lakweip (Nassgotin) (pleme Tahltana) i Tlingit Indijanaca. Tsetsauti su naseljavali područja od Bradfield Canala pa negdje do Boca de Quadre, Britanska Kolumbija, Kanada. Ovamo pripadaju krajevi cijelog gornjeg dijela Portland Canala, oko Stewart, Salmon i Bear Rivera. Dolazili su sve do Maple Baya. Nastanjivali su i bazene White Rivera i jezera Meziadin, gdje se nalazilo njihovo središnje mjesto za lov na lososa. Krajevi od Skeena Rivera i Kuldo Rivera pa do jezera Bear i Sustut, prema Teitu, također su im pripadala. 
Lokacija ovog plemena svakako je smetala susjednim Tlingitima, koji su se također bavili ribolovom, posebno losos. Pleme Sanya iz grupe Tlingita, nekad je bilo u prijateljskim odnosima s Tsetsautima, dok su živjeli kod Behm Canala. Tsetsauti su kasnije uništeni, a njihove žene i djeca odvedeni u roblje, manji dio spasio se, našavši azil kod moćnih Niska Indijanaca, koji su im pružili dom. –Prema procjeni, 1830. ih je bilo oko 500; 1894 kada ih je posjetio Franz Boas preostalo ih je 12. -Posljednji poglavica bio im je 'Chief Quiyah' ili Levi Dangeli, Boasov informant. -Danas više nema prepoznatljivih Tsetsauta i nijedna osoba se ne izjašnjava pod ovim imenom. Posljednji pripadnik koji je govorio tsetsaut, umro je 1935.

## Vanjske poveznice
- Tsetsaut  Arhivirana inačica izvorne stranice od 27. kolovoza 2005. (Wayback Machine)